# Atelopus halihelos
Espèce
Statut de conservation UICN

 CR A2ace; B1ab(iii)+2ab(iii) : 
En danger critique
Atelopus halihelos est une espèce d'amphibiens de la famille des Bufonidae.

## Répartition
Cette espèce est endémique de la province de Morona-Santiago en Équateur. Elle se rencontre à environ 1 975 m d'altitude dans la cordillère de Cutucú.

## Publication originale
- Peters, 1973 : The Frog Genus Atelopus in Ecuador. Smithsonian Contributions to Zoology, no 145, p. 1-49 (texte intégral).